# Engratia von Saragossa

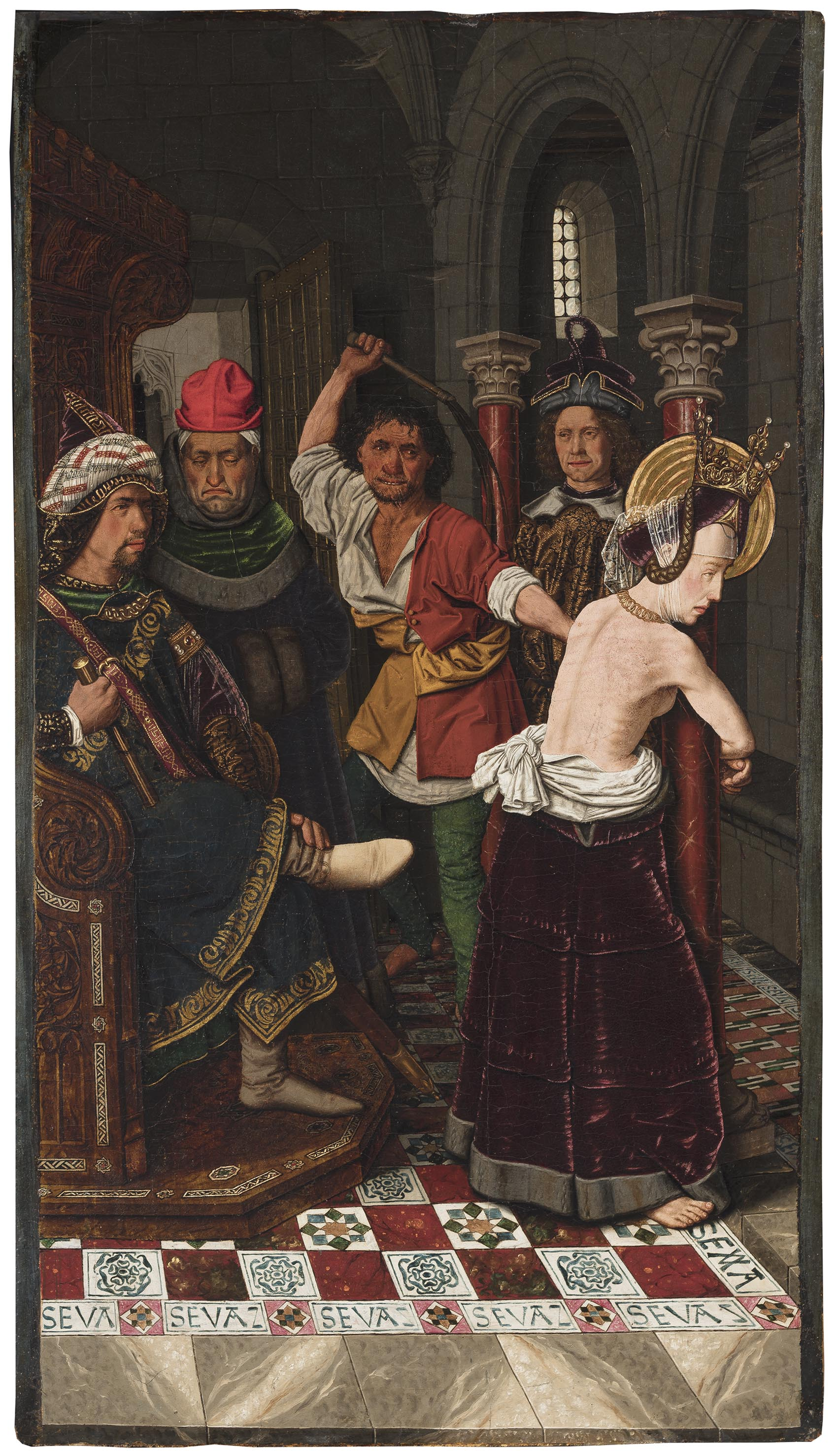
Bartolomé Bermejo: Geißelung der hl. Engratia (um 1475)

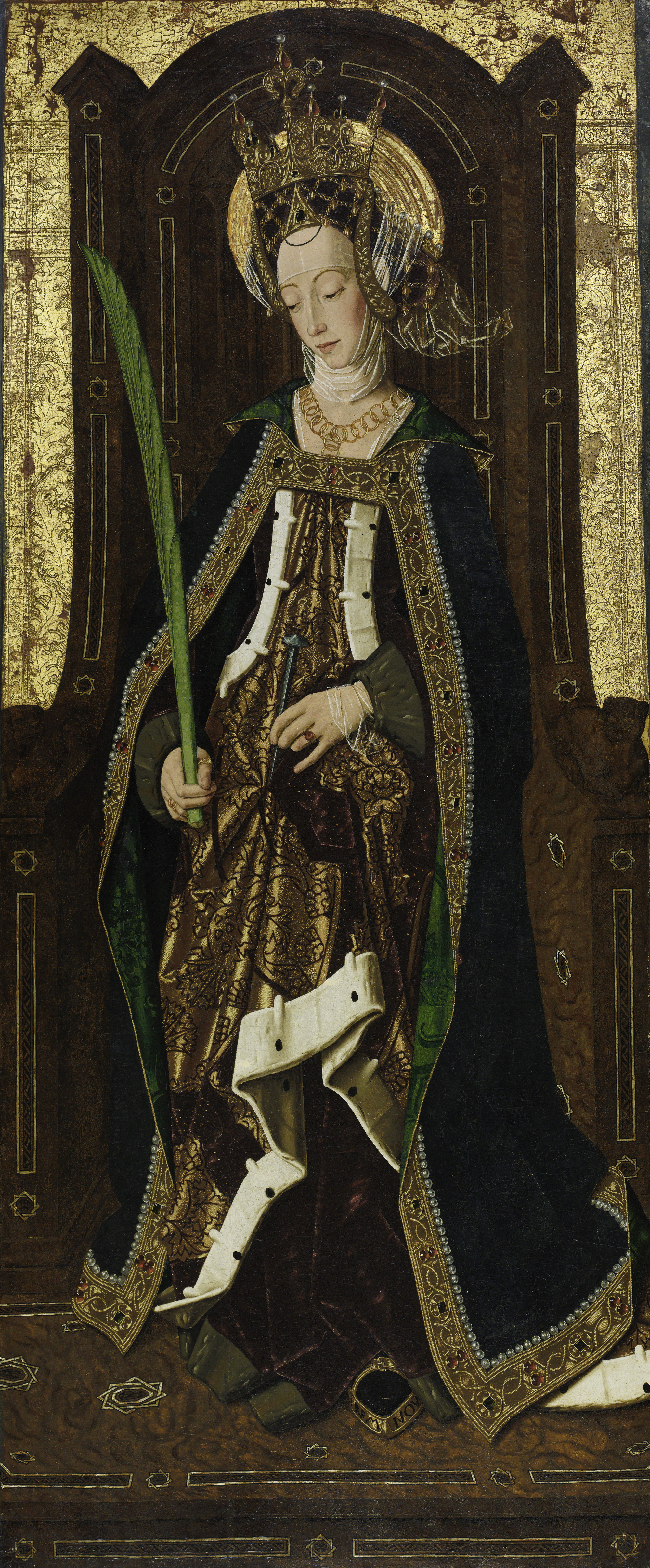
Bartolomé Bermejo:
hl. Engratia (um 1475)

Engratia von Saragossa (spanisch Santa Engracia; französisch Sainte-Engrâce; * um 280 in Braga, Portugal; † 303 in Saragossa, Spanien) war eine später als Heilige verehrte frühchristliche Märtyrerin, die während der diokletianischen Christenverfolgung ihr Leben ließ. Sie wird vorwiegend auf der Iberischen Halbinsel und in Frankreich verehrt; ihr Gedenktag ist der 16. April.

## Vita
Die adligen Eltern Engratias wollten ihre Tochter mit einem hochgestellten Mann verheiraten; auf dem Hochzeitszug machten Engratia und ihre Begleiter in Caesaraugusta, dem heutigen Saragossa Station. Hier erfuhren sie von den Christenverfolgungen unter der Leitung des Statthalters Dacian. Sie wagte es vor ihn hinzutreten und forderte ihn auf, die Verfolgungen einzustellen; daraufhin wurden sie und ihre Begleiter ins Gefängnis geworfen und gefoltert. Zum Schluss stieß man ihr einen glühenden Nagel in den Kopf; ihre Begleiter wurden enthauptet. Ihr Leichnam und die sterblichen Überreste ihres Gefolges wurden auf einem kleinen Friedhof südlich der Stadt beigesetzt. Später entstand hier die Basilika St. Engratia.
Eine andere Fassung ihrer Legende berichtet, dass sie die Folter überlebt und ein hohes Alter erreicht habe.

## Verehrung
Der spätantike Dichter Prudentius (um 348–405) verfasste ihr zu Ehren einen Hymnus (peristephanon). Auf einer Synode des Jahres 592 wurde beschlossen, alle Märtyrer von Saragossa gemeinsam am 3. November zu verehren. In einer Chronik des 7. Jahrhunderts wuchs ihre Zahl auf 18.000 an. In der Folgezeit wurden ihr mehrere Kirchen geweiht, darunter auch die Igreja de Santa Engrácia in Lissabon; auch einige Orte sind nach ihr benannt.

## Darstellung
Hochmittelalterliche Darstellungen der Heiligen sind nicht bekannt. Einige spätmittelalterliche und frühneuzeitliche Gemälde sowie spätere barocke Statuen zeigen sie in einem hochherrschaftlichen Gewand (manchmal mit Märtyrerpalme oder einem Buch).